# برهان (طب)
البرهان لغة بيان الحجة وإيضاحها. وعند الأطباء هو الطريق القياسي الذي يليق بالطبّ لا المؤلّف من اليقينيات. كذا في بحر الجواهر.

## التعريف
قد يطلق البرهان على الحجة نفسها وهي التي يلزم من التصديق بها التصديق بشيء. وأهل الميزان يخصونه بحجّة مقدماتها يقينية.

## طب البراهين
يجمع طب البراهين الخبرة السريرية وعلم الوبائيات السريرية والإحصاء الحيوي وفيزيولوجية الأمراض.